# 阿旺伊西嘉措
阿旺伊西嘉措（藏語：ངག་དབང་ཡི་ཤེས་རྒྱ་མཚོ་，威利转写：ngag dbang ye shes rgya mtsho，1686年—？），藏传佛教格鲁派僧人。
1705年，六世达赖仓央嘉措被拉藏汗废黜，送往北京。1707年，拉藏汗和第巴隆素决定以阿旺伊西嘉措为新的六世达赖喇嘛，迎到布达拉宫坐床，得到康熙帝册封。藏区的藏族、蒙古族都认为他是非法达赖。1717年，准噶尔部策妄阿拉布坦派策零敦多布攻下西藏，杀死拉藏汗，将阿旺伊西嘉措囚禁在拉萨药王山。1720年，清朝册封格桑嘉措为七世达赖。1721年，清朝大将军王胤禵率军平定西藏，阿旺伊西嘉措被押到北京，其后不知所终。